# Louis Pasteur
Louis Pasteur (n. 27 decembrie 1822, Dole, Franche-Comté⁠(d), Franța – d. 28 septembrie 1895, Marnes-la-Coquette, Seine-et-Oise, Franța) a fost un om de știință francez, pionier în domeniul microbiologiei.

## Tinerețea și studiile
Pasteur s-a născut în 1822 la Dole, un sat mic din departamentul francez Jura. În 1825, familia s-a mutat la Marnoz, și apoi, în 1830, la Arbois. În timp ce studia la colegiul din Arbois, și-a descoperit un talent pentru pictură. S-a mutat la Paris, dar s-a reîntors la Arbois, dezamăgit de experiența sa artistică în capitala franceză, și și-a luat bacalaureatul în litere (în 1840) și apoi, după un eșec, în 1842, și pe cel în științe matematice. Apoi, în 1843, a fost admis la École Normale Supérieure la Paris, pe care a absolvit-o în 1847, susținând două teze, una de chimie și alta de fizică.

## Cercetări științifice
Pasteur a întreprins cercetări de cristalografie și a descoperit fenomenul de izomerie. A fost pioner în studiul domeniului disimetriei moleculare. A fost numit profesor la noua Facultate de Științe din Lille, unde a demonstrat că levurile din drojdia de bere sunt ființe vii care provoacă procesul de fermentație. Prin lucrările sale din 1858-1864 a infirmat definitiv teoria generației spontane. Începând din 1865, a studiat o maladie care decima viermii de mătase și a reușit să identifice fluturii bolnavi și să le distrugă ouăle, înainte ca întreaga crescătorie să fie infestată.
În acest timp, în Germania, Robert Koch demonstrase experimental că un anumit tip de microbi provoacă o anumită maladie specifică. Pasteur a devenit interesat de această chestiune și a reușit să izoleze germenul numit apoi stafilococ. Activitatea lui și al lui Koch a pus bazele microbiologiei. Împreună cu colaboratorii săi, Pasteur a inventat un vaccin împotriva holerei, pe care l-a aplică cu succes în 1881.
Cercetările sale asupra rabiei au început în 1880. Pasteur a constatat că măduva spinării unui animal infectat, fiind uscată, ar putea împiedica dezvoltarea acestei maladii. După multiple încercări de a obține un preparat cu calități de vaccin și după multe ezitări, Pasteur a făcut prima încercare la un copil mușcat de un câine turbat. La 6 iunie 1885 a început prima serie de injecții și, trei luni mai târziu, copilul a fost vindecat. 

## Sfârșitul vieții
După moartea sa, survenită la 28 septembrie 1895, a fost înhumat într-o criptă din institutul care îi poartă numele.

## Legături externe
Materiale media legate de Louis Pasteur la Wikimedia Commons
- Institutul Pasteur
- Fundația Pasteur
- Lucrări ale lui Pasteur despre teoria germenilor
- Viața și activitatea lui Louis Pasteur, Pasteur Brewing
- The Pasteur Galaxy
- Germ Theory and Its Applications to Medicine and Surgery, 1878 Arhivat în 15 septembrie 2014, la Wayback Machine.
- Louis Pasteur (1822–1895) – profil la AccessExcellence.org
- Opere de sau despre Louis Pasteur la Internet Archive
- Lucrări de Louis Pasteur la LibriVox (cărți audio aflate în domeniul public)